# Copa Panamericana de Voleibol Masculino de 2023
La XVI Copa Panamericana de Voleibol Masculino se celebró del 15 al 20 de agosto del 2023 en Guadalajara (México), con la participación de 6 selecciones nacionales de la NORCECA y 4 de la Confederación Sudamericana de Voleibol.

## Organización

### País anfitrión y ciudad sede
| Jalisco         | Jalisco Guadalajara, sede de la Copa Panamericana de Voleibol Masculino 2023. |
| --------------- | ----------------------------------------------------------------------------- |
| Arena Astros    | Jalisco Guadalajara, sede de la Copa Panamericana de Voleibol Masculino 2023. |
| Capacidad: 3509 | Jalisco Guadalajara, sede de la Copa Panamericana de Voleibol Masculino 2023. |
|                 | Jalisco Guadalajara, sede de la Copa Panamericana de Voleibol Masculino 2023. |

Este fue la octava vez que México albergó la  Copa Panamericana de Voleibol Masculino, esta vez en Guadalajara.

### Formato de competición
El torneo se desarrolla dividido en dos fases: fase preliminar y fase final.
En la fase preliminar las 12 selecciones participantes fueron repartidas en tres grupos de 4 equipos, en cada grupo se jugó con un sistema de todos contra todos y los equipos fueron clasificados de acuerdo a los siguientes criterios:
1. Mayor número de partidos ganados.
2. Mayor número de puntos obtenidos, los cuales son otorgados de la siguiente manera:
  - Partido con resultado final 3-0: 5 puntos al ganador y 0 puntos al perdedor.
  - Partido con resultado final 3-1: 4 puntos al ganador y 1 puntos al perdedor.
  - Partido con resultado final 3-2: 3 puntos al ganador y 2 puntos al perdedor.
3. Proporción entre los puntos ganados y los puntos perdidos (Puntos ratio).
4. Proporción entre los sets ganados y los sets perdidos (Sets ratio).
5. Si el empate persiste entre dos equipos se le da prioridad al equipo que haya ganado el último partido entre los equipos implicados.
6. Si el empate persiste entre tres equipos o más se realiza una nueva clasificación solo tomando en cuenta los partidos entre los equipos involucrados.

## Equipos participantes
NORCECA (Confederación del Norte, Centroamérica y del Caribe):
- Canadá
- Cuba
- Estados Unidos
- México (Local)
- Puerto Rico
- República Dominicana

CSV (Confederación Sudamericana de Voleibol):
- Brasil
- Chile
- Colombia
- Perú

### Conformación de los grupos
Para la conformación de los grupos las diez selecciones participantes fueron distribuidas en dos grupos de tres equipos y uno de cuatro.
Los grupos quedaron conformados de la siguiente manera.
| Grupo A        | Grupo B              | Grupo C  |
| -------------- | -------------------- | -------- |
| Estados Unidos | Brasil               | México   |
| Puerto Rico    | República Dominicana | Cuba     |
| Chile          | Canadá               | Colombia |
|                |                      | Perú     |

## Fase preliminar[2]
- Todos los horarios son Horario Estándar del Centro (UTC-6)

     Clasificado a Semifinales    Clasificado a cuartos de final      Clasificado para 7.º-10.º lugar

#### Grupo A
| Pos. | Equipo         | Partidos | Partidos | Partidos | Pts. | Sets | Sets | Sets  | Puntos | Puntos | Puntos |
| Pos. | Equipo         | PJ       | PG       | PP       | Pts. | SG   | SP   | Ratio | PG     | PP     | Ratio  |
| ---- | -------------- | -------- | -------- | -------- | ---- | ---- | ---- | ----- | ------ | ------ | ------ |
| 1    | Estados Unidos | 2        | 2        | 0        | 9    | 6    | 1    | 6     | 172    | 132    | 1.303  |
| 2    | Chile          | 2        | 1        | 1        | 6    | 4    | 3    | 1.333 | 147    | 145    | 1.013  |
| 3    | Puerto Rico    | 2        | 0        | 2        | 0    | 0    | 6    | 0     | 109    | 151    | 0.721  |

| Fecha        | Hora  | Equipo 1       | Res.  | Equipo 2       | Set 1   | Set 2   | Set 3   | Set 4   | Set 5 | Total   | Reporte |
| ------------ | ----- | -------------- | ----- | -------------- | ------- | ------- | ------- | ------- | ----- | ------- | ------- |
| 15 de agosto | 14:00 | Estados Unidos | 3 – 0 | Puerto Rico    | 26 - 24 | 25 - 13 | 25 - 23 |         |       | 76 – 60 | P1      |
| 16 de agosto | 14:00 | Chile          | 1-3   | Estados Unidos | 14 - 25 | 25 - 21 | 12 - 25 | 21 - 25 |       | 72 – 96 | P5      |
| 17 de agosto | 14:00 | Puerto Rico    | 0 - 3 | Chile          | 14 - 25 | 16 - 25 | 19 - 25 |         |       | 49 - 75 | P9      |

#### Grupo B
| Pos. | Equipo               | Partidos | Partidos | Partidos | Pts. | Sets | Sets | Sets  | Puntos | Puntos | Puntos |
| Pos. | Equipo               | PJ       | PG       | PP       | Pts. | SG   | SP   | Ratio | PG     | PP     | Ratio  |
| ---- | -------------------- | -------- | -------- | -------- | ---- | ---- | ---- | ----- | ------ | ------ | ------ |
| 1    | Brasil               | 2        | 2        | 0        | 10   | 6    | 0    | MAX   | 150    | 108    | 1.388  |
| 2    | Canadá               | 2        | 1        | 1        | 4    | 3    | 4    | 0.75  | 149    | 151    | 0.987  |
| 3    | República Dominicana | 2        | 0        | 2        | 1    | 1    | 6    | 0.167 | 127    | 167    | 0.760  |

| Fecha        | Hora  | Equipo 1             | Res.  | Equipo 2             | Set 1   | Set 2   | Set 3   | Set 4   | Set 5 | Total   | Reporte |
| ------------ | ----- | -------------------- | ----- | -------------------- | ------- | ------- | ------- | ------- | ----- | ------- | ------- |
| 15 de agosto | 16:00 | Brasil               | 3 – 0 | República Dominicana | 25 - 17 | 25 - 17 | 25 - 17 |         |       | 75 – 51 | P2      |
| 16 de agosto | 16:00 | Canadá               | 0 - 3 | Brasil               | 16 - 25 | 20 - 25 | 21 - 25 |         |       | 57 – 75 | P6      |
| 17 de agosto | 16:00 | República Dominicana | 1 - 3 | Canadá               | 14 - 25 | 25 - 17 | 21 - 25 | 16 - 25 |       | 76 - 92 | P10     |

#### Grupo C
| Pos. | Equipo   | Partidos | Partidos | Partidos | Pts. | Sets | Sets | Sets  | Puntos | Puntos | Puntos |
| Pos. | Equipo   | PJ       | PG       | PP       | Pts. | SG   | SP   | Ratio | PG     | PP     | Ratio  |
| ---- | -------- | -------- | -------- | -------- | ---- | ---- | ---- | ----- | ------ | ------ | ------ |
| 1    | México   | 3        | 3        | 0        | 12   | 9    | 3    | 3     | 288    | 247    | 1.166  |
| 2    | Colombia | 3        | 2        | 1        | 10   | 6    | 3    | 2     | 218    | 199    | 1.095  |
| 3    | Perú     | 3        | 1        | 2        | 7    | 5    | 6    | 0.833 | 234    | 255    | 0.917  |
| 4    | Cuba     | 3        | 0        | 3        | 1    | 1    | 9    | 0.111 | 207    | 246    | 0.841  |

| Fecha        | Hora  | Equipo 1 | Res.  | Equipo 2 | Set 1   | Set 2   | Set 3   | Set 4   | Set 5   | Total    | Reporte |
| ------------ | ----- | -------- | ----- | -------- | ------- | ------- | ------- | ------- | ------- | -------- | ------- |
| 15 de agosto | 18:00 | Cuba     | 0 - 3 | Colombia | 24 - 26 | 17 - 25 | 20 - 25 |         |         | 61 - 76  | P3      |
| 15 de agosto | 20:00 | México   | 3 - 2 | Perú     | 23 - 25 | 25 - 10 | 25 - 19 | 30 - 32 | 15 - 10 | 118 - 96 | P4      |
| 16 de agosto | 18:00 | Perú     | 3 - 0 | Cuba     | 25 - 20 | 25 - 19 | 25 - 19 |         |         | 75 - 58  | P7      |
| 16 de agosto | 20:00 | Colombia | 0 - 3 | México   | 22 - 25 | 19 - 25 | 22 - 25 |         |         | 63 - 75  | P8      |
| 17 de agosto | 18:00 | Colombia | 3 - 0 | Perú     | 25 - 23 | 29 - 27 | 25 - 13 |         |         | 79 - 63  | P11     |
| 17 de agosto | 20:00 | México   | 3 - 1 | Cuba     | 21 - 25 | 25 - 23 | 25 - 19 | 25 - 21 |         | 95 - 88  | P12     |

## Eliminatoria del 7° al 10° puesto
|  | 7 al 10 puesto | 7 al 10 puesto       | 7 al 10 puesto |      |      | 7° lugar             | 7° lugar             | 7° lugar |  |
|  |                |                      |                |      |      |                      |                      |          |  |
|  |                |                      |                |      |      |                      |                      |          |  |
|  | 1              | Perú                 | 3              |      |      |                      |                      |          |  |
|  | 1              | Perú                 | 3              |      |      |                      |                      |          |  |
|  | 4              | Puerto Rico          | 2              |      |      |                      |                      |          |  |
|  | 4              | Puerto Rico          | 2              |      | Perú | Perú                 | 3                    |          |  |
|  |                |                      |                |      | Perú | Perú                 | 3                    |          |  |
|  |                |                      | Cuba           | Cuba | 2    |                      |                      |          |  |
|  | 3              | República Dominicana | Cuba           | Cuba | 2    | 0                    |                      |          |  |
|  | 3              | República Dominicana |                |      |      | 0                    |                      |          |  |
|  | 2              | Cuba                 | 3              |      |      | 9° lugar             | 9° lugar             | 9° lugar |  |
|  | 2              | Cuba                 | 3              |      |      | 9° lugar             | 9° lugar             | 9° lugar |  |
|  |                |                      |                |      |      |                      |                      |          |  |
|  |                |                      |                |      |      | Puerto Rico          | Puerto Rico          | 3        |  |
|  |                |                      |                |      |      | Puerto Rico          | Puerto Rico          | 3        |  |
|  |                |                      |                |      |      | República Dominicana | República Dominicana | 1        |  |
|  |                |                      |                |      |      | República Dominicana | República Dominicana | 1        |  |
|  |                |                      |                |      |      |                      |                      |          |  |

## Fase final
|  | Cuartos de final | Cuartos de final | Cuartos de final |        |   | Semifinales | Semifinales   | Semifinales   |               |        | Final  | Final  | Final |  |
|  |                  |                  |                  |        |   |             |               |               |               |        |        |        |       |  |
|  |                  |                  |                  |        |   |             |               |               |               |        |        |        |       |  |
|  |                  |                  |                  |        |   |             |               |               |               |        |        |        |       |  |
|  |                  |                  |                  |        |   |             |               |               |               |        |        |        |       |  |
|  |                  |                  |                  |        |   |             |               |               |               |        |        |        |       |  |
|  |                  | 1                | Brasil           | 3      |   |             |               |               |               |        |        |        |       |  |
|  |                  |                  |                  | 3      |   |             |               |               |               |        |        |        |       |  |
|  |                  |                  |                  | Chile  | 0 |             |               |               |               |        |        |        |       |  |
|  | 2C               | Colombia         | 2                | Chile  | 0 |             |               |               |               |        |        |        |       |  |
|  | 2C               | Colombia         | 2                |        |   |             |               |               |               |        |        |        |       |  |
|  | 2A               | Chile            | 3                |        |   |             |               |               |               |        |        |        |       |  |
|  | 2A               | Chile            | 3                |        |   |             |               |               |               | Brasil | Brasil | 1      |       |  |
|  |                  |                  |                  |        |   |             |               |               |               | Brasil | Brasil | 1      |       |  |
|  |                  |                  | Canadá           | Canadá | 3 |             |               |               |               |        |        |        |       |  |
|  |                  |                  | Canadá           | Canadá | 3 |             |               |               |               |        |        |        |       |  |
|  |                  |                  |                  |        |   |             |               |               |               |        |        |        |       |  |
|  |                  |                  |                  |        |   |             |               |               |               |        |        |        |       |  |
|  |                  | 2                | México           | 1      |   |             | Tercer puesto | Tercer puesto | Tercer puesto |        |        |        |       |  |
|  |                  |                  |                  | 1      |   |             | Tercer puesto | Tercer puesto | Tercer puesto |        |        |        |       |  |
|  |                  |                  |                  | Canadá | 3 |             |               |               |               |        |        |        |       |  |
|  | 1A               | Estados Unidos   | 0                | Canadá | 3 |             |               | Chile         | Chile         | 3      |        |        |       |  |
|  | 1A               | Estados Unidos   | 0                |        |   |             |               |               | Chile         | 3      |        |        |       |  |
|  | 2B               | Canadá           | 3                |        |   |             |               |               |               |        | México | México | 0     |  |
|  | 2B               | Canadá           | 3                |        |   |             |               |               |               |        | México | México | 0     |  |
|  |                  |                  |                  |        |   |             |               |               |               |        |        |        |       |  |

## Semifinales 7.º al 10.º puesto
| Fecha        | Hora  | Equipo 1             | Res.  | Equipo 2    | Set 1   | Set 2   | Set 3   | Set 4   | Set 5   | Total     | Reporte |
| ------------ | ----- | -------------------- | ----- | ----------- | ------- | ------- | ------- | ------- | ------- | --------- | ------- |
| 18 de agosto | 14:00 | Perú                 | 3 - 2 | Puerto Rico | 22 - 25 | 25 - 22 | 31 - 29 | 17 - 25 | 15 - 11 | 110 - 112 | P13     |
| 18 de agosto | 16:00 | República Dominicana | 0 - 3 | Cuba        | 24 - 26 | 23 - 25 | 22 - 25 |         |         | 69 - 76   | P14     |

## Partido por el 9.º y 10.º puesto
| Fecha        | Hora  | Equipo 1    | Res.  | Equipo 2             | Set 1   | Set 2   | Set 3   | Set 4   | Set 5 | Total   | Reporte |
| ------------ | ----- | ----------- | ----- | -------------------- | ------- | ------- | ------- | ------- | ----- | ------- | ------- |
| 19 de agosto | 14:00 | Puerto Rico | 3 - 1 | República Dominicana | 28 - 26 | 25 - 20 | 20 - 25 | 25 - 19 |       | 98 - 90 | P17     |

## Partido por el 7.º y 8.º puesto
| Fecha        | Hora  | Equipo 1 | Res.  | Equipo 2 | Set 1   | Set 2   | Set 3   | Set 4   | Set 5   | Total    | Reporte |
| ------------ | ----- | -------- | ----- | -------- | ------- | ------- | ------- | ------- | ------- | -------- | ------- |
| 19 de agosto | 16:00 | Perú     | 3 - 2 | Cuba     | 25 - 18 | 17 - 25 | 25 - 20 | 16 - 25 | 15 - 12 | 98 - 100 | P18     |

## Cuartos de final
| Fecha        | Hora  | Equipo 1       | Res.  | Equipo 2 | Set 1   | Set 2   | Set 3   | Set 4   | Set 5   | Total     | Reporte |
| ------------ | ----- | -------------- | ----- | -------- | ------- | ------- | ------- | ------- | ------- | --------- | ------- |
| 18 de agosto | 18:00 | Colombia       | 2 - 3 | Chile    | 23 - 25 | 25 - 15 | 25 - 17 | 25 - 27 | 16 - 18 | 114 - 102 | P15     |
| 18 de agosto | 20:00 | Estados Unidos | 0 - 3 | Canadá   | 20 - 25 | 20 - 25 | 25 - 27 |         |         | 65 - 77   | P16     |

## Partido por el 5.º y 6.º puesto
| Fecha        | Hora  | Equipo 1 | Res.  | Equipo 2       | Set 1   | Set 2   | Set 3   | Set 4 | Set 5 | Total   | Reporte |
| ------------ | ----- | -------- | ----- | -------------- | ------- | ------- | ------- | ----- | ----- | ------- | ------- |
| 20 de agosto | 14:00 | Colombia | 0 - 3 | Estados Unidos | 18 - 25 | 20 - 25 | 15 - 25 |       |       | 53 - 75 | P21     |

## Semifinal
| Fecha        | Hora  | Equipo 1 | Res.  | Equipo 2 | Set 1   | Set 2   | Set 3   | Set 4   | Set 5 | Total   | Reporte |
| ------------ | ----- | -------- | ----- | -------- | ------- | ------- | ------- | ------- | ----- | ------- | ------- |
| 19 de agosto | 18:00 | Brasil   | 3 - 0 | Chile    | 25 - 23 | 25 - 20 | 25 - 21 |         |       | 75 - 64 | P19     |
| 19 de agosto | 20:00 | México   | 1 - 3 | Canadá   | 19 - 25 | 25 - 23 | 22 - 25 | 18 - 25 |       | 84 - 98 | P20     |

## Partido por el 3° puesto
| Fecha        | Hora  | Equipo 1 | Res.  | Equipo 2 | Set 1   | Set 2   | Set 3   | Set 4 | Set 5 | Total   | Reporte |
| ------------ | ----- | -------- | ----- | -------- | ------- | ------- | ------- | ----- | ----- | ------- | ------- |
| 20 de agosto | 16:00 | Chile    | 3 - 0 | México   | 25 - 22 | 27 - 25 | 25 - 22 |       |       | 77 - 69 | P22     |

## Partido por el 1.º lugar
| Fecha        | Hora  | Equipo 1 | Res. | Equipo 2 | Set 1   | Set 2   | Set 3   | Set 4   | Set 5 | Total   | Reporte |
| ------------ | ----- | -------- | ---- | -------- | ------- | ------- | ------- | ------- | ----- | ------- | ------- |
| 20 de agosto | 18:00 | Brasil   | 1-3  | Canadá   | 24 - 26 | 25 - 20 | 23 - 25 | 22 - 25 |       | 94 - 96 | P23     |